# Hiparh
Hiparh (grčki Ἵππαρχος, Hípparkhos; Niceja, oko 190. pr. Kr. – otok Rodos, oko 120. pr. Kr.), grčki astronom, geograf i matematičar. Obavljao je vrlo točna mjerenja položaja zvijezda i njihovih prividnih magnituda, koje je odredio u ljestvici od 1 do 6. Izradio prvi veliki zvjezdani katalog s 850 zvijezda kojima je pored položaja zabilježio i prividne magnitude. Mjerio duljinu tropske godine i sinodičkoga mjeseca. Uspoređujući svoje podatke s podacima iz ranijih kataloga otkrio precesiju ravnodnevica (ekvinocij) i nejednolikosti u Mjesečevu gibanju. Smatra se da je izumio astrolab i armilarnu sferu koju je koristio tijekom izrade zvjezdanog kataloga. Prvi je položaje na Zemlji određivao s pomoću zemljopisnih (geografskih) širina i dužina, osnovao trigonometriju. Njegove je rezultate Klaudije Ptolemej uvrstio u svoja djela.
Hiparh se rodio u Niceji (danas İznik u Turskoj), a umro vjerojatno na otoku Rodu. Poznato je da je djelovao najranije od 147. pr. Kr. do 127. pr. Kr. Smatra se najvećim astronomskim promatračem, a po nekima i najvećim antičkim astronomom. Bio je prvi Grk koji je razvio kvantitativne i pouzdane modele Sunčeva i mjesečeva gibanja koristivši promatranja i znanja koja su stoljećima skupljali Kaldejci iz Babilonije. Prvi je sastavio trigonometrijske tablice koje su mu omogućavale rješavanje svakog trokuta. Sa svojim teorijama o gibanju Sunca i Mjeseca, te svojom brojčanom trigonometrijom bio je vjerojatno prvi koji je razvio pouzdanu metodu predviđanja pomrčina Sunca. Ostala njegova postignuća uključuju otkriće Zemljine precesije, sastavljanje prvog zvjezdanog kataloga i vjerojatno otkriće astrolaba. Klaudije Ptolomej se tri stoljeća kasnije mnogo oslanjao na Hiparha. Hiparhova je sinteza astronomije nadmašila njegov rad. Iako je napisao najmanje 14 knjiga, jedino su se njegovi komentari na Aratov popularni astronomski ep sačuvali od kasnijih prepisivača. Zbog toga se jako malo zna o Hiparhu.
ESA je jedno svoje istraživanje, Hipparcos Space Astrometry Mission, nazvala upravo po njemu.

## Život i djelo
Izvori iz kojih dobivamo većinu znanja o Hiparhovom životu i djelu su Ptolomejev (2. stoljeće pr. Kr.) Almagest ("Velika rasprava"), Strabonova Geographia ("Geografija"), Plinijeva Naturalis historia ("Povijest prirode"; 1. stoljeće., te dodatni izvještaji koje su napisali Pap iz Aleksandrije i Teon iz Aleksandrije (4. stoljeće pr. Kr.) u svojim komentarima na Almagest.
Prema tradiciji Hiparh je rođen u Niceji (grčki Νικαία), antički okrug Bitinija, (današnji İznik u provinciji Bursa u Turskoj).
Točni datumi Hiparhova života nisu poznati, ali mu Ptolomej pripisuje astronomska promatranja od 147. pr. Kr. do 127. pr. Kr. Hiparh je možda napravio promatranja i prije 162. pr. Kr. Datum njegova rođenja (oko 190. pr. Kr.) je izračunao Delambre na temelju tragova u njegovom radu. Hiparh je vjerojatno živio i nekoliko godina poslije 127. pr. Kr. jer je ispitao i objavio svoja zadnja promatranja. On je koristio informacije iz Aleksandrije jednako kao iz Babilona, međutim ne zna se da li je ikada i posjetio ta mjesta.
Nije poznato kakva su bila Hiparhova novčana sredstva niti kako je pripomagao svoje znanstveno djelovanje. Također nije poznat ni njegov izgled jer nisu pronađeni njegovi portreti iz tog vremena. Međutim, njegovo se ime ispisivalo na novcu kovanom u 2. i 3. stoljeću u Bitiniji u njegovu čast na kojima je prikazan zajedno s globus. To potvrđuje tradiciju po kojoj se ondje rodio.
Vjeruje se da je Hiparh umro na otoku Rodu gdje je proveo veći dio svojega kasnijeg života. Ptolomej mu pripisuje promatranja s Roda u razdoblju između 141. pr. Kr. i 127. pr. Kr.
Hiparhova glavna izvorna djela su izgubljena. Njegovo jedino sačuvano djelo je Toon Aratou kai Eudoxou Fainomenoon exegesis ("Komentar o Eudoksovim i Aratovim Pojavama"). To je kritički komentar u dvije knjige na popularni Aratov ep temeljen na Eudoksovu djelu Objavio ga je Karl Manitius (In Arati et Eudoxi Phaenomena, Leipzig, 1894.). Hiparh je također napravio popis svojih glavnih djela u kojem je jasno naveo oko 14 knjiga koje su poznate jedino po spominjaju kasnijih autora. Njegov slavni zvjezdani katalog je vjerojatno ubačen u Ptolomejev, pa se ne može pouzdano rekonstruirati. Zna se da je Hiparh napravio nebeski globus. Kopija kopije tog globusa možda je sačuvana u najstarijem sačuvanom nebeskom globusu koji pouzdano prikazuje zviježđa. Globus je držao Farneseov Atlas.
Hiparh je poznat kao utemeljitelj i otac znanstvene astronomije. Vjeruje se da je bio najveći grčki astronomski promatrač, a mnogi ga smatraju i najvećim astronomom antičkih vremena, Ciceron je dao tu prednost Aristarhu iz Samosa, dok neki tu čast daju Ptolomeju iz Aleksandrije. Hiparhove rukopise su zamijenili Ptolomejevi, pa ih kasniji prepisivači nisu sačuvali za buduće naraštaje.

## Babilonski izvori
Mnoga djela grčkih znanstvenika – matematičara, astronoma i geografa – sačuvana su do današnjih dana, a kroz kasnija navođenja poznati su i neki dijelovi njihovih misli i djela. Međutim, postignuća civilizacija Srednjeg istoka, posebno Babilonaca, bila su zaboravljena u tim područjima. Nakon otkrića arheoloških nalazišta u 19. stoljeću, pronađeni su mnogi rukopisi na glinenim pločicama od kojih su se neki odnosili na astronomiju.
Nakon ponovnog otkrića babilonske civilizacije postalo je jasno da su grčki astronomi, posebice Hiparh, koristili mnoga znanja od Kaldejaca.
Ptolomej je tvrdio u svojem Almagestu IV.2 da je Hiparh popravio vrijednosti mjesečevog perioda koja su mu bila poznata od "još starijih astronoma" uspoređujući svoja promatranja pomrčina i ona koja su još prije izvršili Kaldejci. Periodi koje Ptolomej pripisuje Hiparhu bili su korišteni u babilonskim efemeridama, te posebno u zbirci tekstova koja se danas naziva "Sustav B" (ponekad pripisan Kidinnuu)
. Očigledno Hiparh je samo potvrdio valjanost perioda, koje je naučio od Kaldejaca, u svojim novim promatranjima.
Jasno je da je Hiparh (a nakon njega i Ptolomej) imao cjelovit popis promatranja pomrčina kroz mnoga stoljeća. Najvjerojatnije su ta promatranja sastavljena s "dnevnih" pločica. To su glinene pločice na kojima su zapisana sva značajna promatranja koja su Kaldejci svakodnevno obavljali. Sačuvani primjerci datiraju od 652. pr. Kr. do 130. po. Kr., iako je vjerojatno da potječu od vladavine babilonskog kralja Nabonasara pa nadalje. Svoju kronologiju Ptolomej započinje upravo s prvim danom egipatskog kalendara prve godine Nabonasarove vladavine, tj. 26. veljače 747. pr. Kr.
Glina je kao sirovina sama po sebi teška za upotrebu, pa su bez sumnje Kaldejci sastavili izvatke od npr. svih promatranih pomrčina (pronađene su pločice s popisom svih pomrčina u vremenskom razdoblju koje pokriva saros). To im je omogućilo da prepoznaju periodična pojavljivanja događaja. Među ostalima koristili su u Sustavu B (usp. Almagest IV.2):
- 223 (sinodička) mjeseca = 239 povratka u nepravilnosti ili anomaliji (anomalistički mjesec) = 242 povratka u širini (drakonski mjesec). To je danas poznato kao saros razdoblje koje je korisno u predviđanju pomrčina.
- 251 (sinodički) mjesec = 269 povratka u anomaliji
- 5458 (sinodički) mjesec = 5923 povratka u širini
- 1 sinodički mjesec = 29;31:50:08:20 dana (seksagezimalni sustav; 29.53059413... dana u dekadskom sustavu = 29 dana 12 sati 44 min 3⅓ s)

Babilonci su izražavali sva razdoblja u sinodičkim mjesecima jer su vjerojatno koristili lunisolarni kalendar. Različiti odnosi u godišnjim pojavama doveli su do različitih vrijednosti za dužinu godine.
Na jednak način bili su poznati različiti odnosi između perioda planeta. Odnosi koje je Ptolomej pripisao Hiparhu u Almagestu IX.3 već su se koristili u predviđanjima koja su pronađenima na babilonskim glinenim pločicama.
Sva ta znanja prenesena su Grcima ubrzo nakon osvajanja Aleksandra Velikoga (331. pr. Kr.). Prema kasnoklasičnom filozofu Simpliciju (rano 6. stoljeće pr. Kr.), Aleksandar je naredio prevođenje povijesnih astronomskih zapisa pod nadzorom njegova kroničara Kalistena iz Olinta koji ih je poslao svojem ujaku Aristotelu. Treba spomenuti da iako je Simplicije jako kasni izvor, njegovi proračuni mogu biti pouzdani. On je proveo neko vrijeme u progonstvu na Sasanidskom (perzijskom) dvoru, te je ondje mogao pristupiti izvorima koji su inače bili izgubljeni na Zapadu. Zapanjujuće je što on spominje naslov tèresis (grč. stražar) što je neobični naziv za povijesno djelo, a zapravo je primjeren prijevod babilonskog naslova massartu što znači "čuvati" ali i "promatrati". U to vrijeme Aristotelov učenik Kalip iz Kizika uvodi 76-godišnji ciklus koji je poboljšan 19-godišnjim Metonovim ciklusom. Prva godina njegovog prvog ciklusa započela je na ljetni suncostaj 28. lipnja 330. pr. Kr. (julijanski proleptički datum), ali čini se da je kasnije ubrojio lunarne mjesece iz prvog mjeseca nakon Aleksandrove odlučne bitke kod Gaugamele u jesen 331. pr. Kr. Kalip je mogao uzeti svoje podatke iz babilonskih izvora, a njegov je kalendar mogao Kidinnu naslutiti. Također zna se da je babilonski svećenik Beros napisao oko 281. pr. Kr. za novog vladara Antioha I knjigu na grčkom o (pretežito mitološkoj) babilonskoj povijesti, Babiloniaka. On je kasnije osnovao školu astrologije na grčkom otoku Kosu. Također je Grke mogao poučiti astronomiju, tj. astrologiju i Sudin koji se nalazio na dvoru Atala Sotera u kasnom 3. stoljeću pr. Kr.
Prijevod astronomskih zapisa je u svakom slučaju tražio temeljito znanje o pismu, jeziku, i načinu postupanja, pa se čini kao da su to učinili neki nepoznati Kaldejci. Babilonci su sada upisivali svoja promatranja u vlastitom kalendaru u kojem su mjeseci i godine imali različitu dužinu (po 29 ili 30 dana; odnosno 12 ili 13 mjeseci). Otada oni više nisu koristili uobičajeni kalendar (koji se temeljio na Metonovom ciklusu), nego su započeli novi mjesec temeljen na promatranjima mladog Mjeseca. To je učinilo izračunavanje vremena između pojedinih događaja vrlo dugotrajnim.
Hiparh je pretvorio te zapise u egipatski kalendar koji je imao uvijek utvrđenu godinu od 365 dana (koji se sastoje od 12 mjeseci, 30 dana i 5 dodatnih dana). To je učinilo izračunavanje vremena mnogo lakšim. Ptolomej je sva svoja promatranja određivao po tom kalendaru. Ptolomej je također napisao da "sve što je on (=Hiparh) učinio bilo je sastavljanje planetarnih promatranja koji su bili uređeni na mnogo korisniji način" (Almagest IX.2). Plinije tvrdi (Naturalis Historia II.IX(53)) u predviđanjima pomrčina: "Nakon njihovog vremena (=Tales) Hiparh je predvidio smjer kretanja obiju zvijezda (=Sunca i Mjeseca) za 600 godina, ...". Čini se da to znači da je Hiparh predvidio pomrčine u razdoblju od 600 godina, ali uzimajući u obzir ogromne količine potrebnog računanja, to se čini vrlo nevjerojatnim. Hiparh bi zapravo napravio popis svih pomrčina od Nabonasarova do svojega vremena.
Ostali tragovi babilonskog iskustva u Hiparhovom radu jesu:
- prvi Grk poznat po diobi kruga u 360 stupnjeva po 60 lučnih minuta.
- prva dosljedna upotreba seksagezimalnog brojčanog sustava.
- upotreba jedinice pechus ("lakat") od oko 2° ili 2½°.
- upotreba kratkog razdoblja od 248 dana = 9 anomalističkih mjeseci.

## Geometrija i trigonometrija
Hiparh je poznat kao prvi matematičar koji je sastavio trigonometrijske tablice. One su mu trebale prilikom računanja ekscentričnosti orbite Sunca i Mjeseca. Uvrstio je u tablicu vrijednosti za tetivne funkcije koje pokazuju dužinu tetive za svaki kut. To je napravio koristivši krug s opsegom od 21600 i polumjerom od (zaokruženo) 3438 jedinica. Te jedinice su bile duge 1 lučnu minutu duž opsega. Napravio je tablicu s vrijednostima funkcija za kutove s razliko od 7.5°. U modernoj terminologiji, tetiva kuta jednaka je dvostrukom sinusu polovice tog kuta, tj.:
tetiva(A) = 2 sin(A/2).
Teon iz Aleksandrije (4. stoljeće) je u svojemu osvrtu na Almagest I.10 spomenuo djelo (danas izgubljeno) toon en kuklooi eutheioon (O duljinama unutar kruga) u kojem je Hiparh opisao svoje postignuće. Čini se da je njegova tablica sačuvana u astronomskim rukopisima u Indiji, primjerice Surya Sidhanta. To je bilo značajno otkriće jer je dopustilo grčkim astronomima da riješe svaki trokut, a učinilo je mogućim stvaranje kvantitativnih astronomskih modela i predviđanja koristivši određene geometrijske tehnike.
Za svoje trigonometrijske tablice Hiparh je morao koristiti bolju aproksimaciju za π od one koju je koristio Arhimed (između 3 + 1/7 i 3 + 10/71): Možda je koristio Ptolomejevu aproksimaciju: 3;8:30 (seksagezimalno) (Almagest VI.7);. Međutim nije poznato ni je li sâm izračunao poboljšanu vrijednost.
Hiparh je mogao napraviti trigonometrijske tablice koristeći Pitagorin i Arhimedov poučak. Možda je razvio i koristio poučak u planarnoj geometriji kasnije nazvanog Ptolomejev poučak, jer ga je dokazao Ptolomej u svom Almagestu (I.10) (kasnije ga je razradio Carnot).
Hiparh je bio prvi koji je pokazao da je stereografska projekcija konformalna i da transformira krugove na sferi koji ne prolaze središtem projekcije na krugove na ravnini. To je bio temelj konstrukciji astrolaba.
Uz geometriju, Hiparh je također koristio kaldejske aritmetičke tehnike. Bio je i jedan od prvih grčkih matematičara koji je na taj način proširio tehnike dostupne astronomima i geografima.
Ipak ne postoje naznake da je Hiparh poznavao sfernu trigonometriju koju je prvi razvio tek Menelaj iz Aleksandrije u 1. stoljeću. Ptolomej je kasnije koristio novu tehniku izračunavanja primjerice početne i završne točke pomrčine ili mjesečeve paralakse. Hiparh je možda za to koristio globus (kako bi očitao vrijednosti na koordinatnim pravcima nacrtanim na njemu) kao i aproksimacije iz planarne geometrije ili aritmetike koje su razvili Kaldejci.

## Lunarna i solarna teorija

### Gibanje Mjeseca
Hiparh je također proučavao gibanje Mjeseca, te je potvrdio pouzdane vrijednosti nekih perioda mjesečeva gibanja koje su kaldejski astronomi znali prije njega. Tradicionalna srednja vrijednost (iz babilonskog Sustava B) sinodičkog mjeseca je 29 dana;31,50,8,20 (seksagezimalno) = 29.5305941... d. Izraženo kao 29 dana + 12 sati + 793/1080 sati ova vrijednost je korištena kasnije u hebrejskom kalendaru (vjerojatno iz babilonskih izvora). Kaldejci su također znali da 251 sinodičkih mjeseci = 269 anomalističkih mjeseci. Hiparh je proširio taj period za faktor od 17, jer bi nakon toga intervala Mjesec također imao sličnu dužinu i blizu je cijelom broju godina (345). Stoga bi se pomrčine nanovo javljale pod skoro identičnim okolnostima. Period je dug 126007 dana 1 sat (zaokruženo). Hiparh je mogao potvrditi svoja izračunavanja uspoređujući pomrčine iz svojega vremena (vjerojatno 27. siječnja 141. pr. Kr. i 26. prosinca 139. pr. Kr.) i onih iz babilonskih izvora 345 godina ranije (Almagest IV.2). Već su al-Biruni (Qanun VII.2.II) i Kopernik (De revolutionibus IV.4) zapisali da je period od 4267 sinodičkih mjeseci zapravo oko 5 minuta duži od vrijednosti za period pomrčine koju Ptolomej pripisuje Hiparhu. Ipak, najbolji satovi i metode mjerenja vremena tog doba imali su pouzdanost ne više od 8 minuta. Moderni znanstvenici se slažu da je Hiparh zaokružio period pomrčine na najbliži sat i koristio je to da potvrdi valjanost tradicionalnih vrijednosti više nego da pokuša izvesti poboljšanu vrijednost iz vlastitih promatranja. Uz moderne efemeride i uzimanja računa za promjenu duljine dana (vidi ΔT) procjenjuje se da je greška u prividnoj dužini sinodičkog mjeseca bila manja od 0.2 s u 4. stoljeću pr. Kr. i manja od 0.1 s u Hiparhovo vrijeme.

### Mjesečeva orbita
Dugo vremena je bilo poznato da gibanje Mjeseca nije jednoliko, već njegova brzina varira. To se zove njegovom anomalijom i ponavlja se s vlastitim periodom; anomalističkim mjesecom. Kaldejci su to izračunali aritmetički, te su koristili tablice u kojima su davali dnevno gibanje Mjeseca prema datumu tijekom dužeg razdoblja. Grci su pak više voljeli razmišljati o geometrijskim nebeskim tijelima. Apolonije iz Perga je na kraju 3. stoljeća pr. Kr. predložio dva modela za mjesečevo i planetarno gibanje:
1. U prvome modelu Mjesec bi se kretao jednoliko duž kružnice, ali Zemlja bi bila ekscentrična, tj. u određenoj udaljenosti od središta kružnice. Tako bi vidljiva kutna brzina Mjeseca (i njegova udaljenost) varirala.
2. Sam Mjesec bi se kretao jednoliko (sa srednjim gibanjem tijekom anomalije) na sekundarnoj kružnoj orbiti, nazvanoj epicikl, koji bi se i sam kretao jednoliko (sa srednjim gibanjem u dužini) duž glavne kružne orbite oko Zemlje, nazvane deferent; vidi deferent i epicikl.

Apolonije je demonstrirao da su ta dva modela zapravo matematički jednaki. Ipak, sve je to bila teorija koja nije bila provjerena u praksi. Hiparh je bio prvi koji je pokušao odrediti relativne proporcije i stvarne veličine tih orbita.
Hiparh je podijelio geometrijsku metodu kako bi pronašao parametre iz 3 položaja Mjeseca u posebnim fazama njegove anomalije. Ustvari, on je to učinio odvojeno za ekscentrični model i model epicikla.
Ptolomej detaljno opisuje u Almagestu IV.11. kako je Hiparh koristio promatranja dva zalaska triju pomrčina Mjeseca, koje je pažljivo odabrao da zadovolji uvjete. Ekscentrični model je prilagodio tim pomrčinama iz svojeg babilonskog popisa pomrčina: 22., 23. prosinca 383. pr. Kr., 18., 19. lipnja 382. pr. Kr. i 12., 13. prosinca 382. pr. Kr. Model epicikla je prilagodio promatranjima mjesečevih pomrčina koja je napravio u Aleksandriji 22. rujna 201. pr. Kr., 19. ožujka 200. pr. Kr. i 11. rujna 200. pr. Kr.
- Za eksentrični model Hiparh je pronašao omjer između polumjera fokusa i udaljenosti između središta ekscentričnosti i središta ekliptike (tj. promatrača na Zemlji): 3144 : 327+2/3;
- a za epiciklični model, omjer između polumjera deferenta i epicikla: 3122+1/2 : 247+1/2 .

Ti čudni brojevi su posljedica upotrebe nezgrapne jedinice koju je koristio u svojim trigonometrijskim tablicama. Rezultati su vidljivo različiti. To je dijelom zbog nemarnog zaokruživanja i pogreške u računanju, zbog kojih ga je Ptolomej kritizirao (iako je također i on sam napravio pogreške u zaokruživanju). Hiparh je ipak pronašao neskladna rješenja. Kasnije je koristio omjer modela epicikla (3122+1/2 : 247+1/2) koji je premalen (60 : 4;45 heksadecimalno): Ptolomej je stavio omjer od 60 : 5+1/4.

### Prividno gibanje Sunca
Meton, Euktemon i njihovi učenici u Ateni su prije Hiparha napravili promatranja solsticija (tj. mjerili su trenutak početka ljetnog solsticija) 27. lipnja 432. pr. Kr. (proleptički julijanski kalendar). Aristarh je to napravio 280. pr. Kr., dok je Hiparh imao zapis Arhimedovog promatranja. Sam je Hiparh promatrao ljetni solsticij 135. pr. Kr. kada je i napravio pouzdano promatranje početka ekvinocija. Nakon tog promatranja Hiparh je obavio još mnoga tijekom svoga života. Ptolomej daje opširno raspravljanje o Hiparhovome radu o duljini godine u Almagestu III:1, te navodi mnoga promatranja koja je Hiparh napravio i koristio, obuhvaćajući razdoblje od 162. pr. Kr. do 128. pr. Kr.
Ptolomej navodi Hiparhovo mjerenje ekvinocija (u zoru 24. ožujka 146. pr. Kr.) koje se razlikuje od promatranja napravljenog tog dana u Aleksandriji (5 sati nakon izlaska sunca). Hiparh je mogao posjetiti Aleksandriju i obaviti svoja promatranja ekvinocija ondje; ali je vjerojatno bio na Rodu (na istoj geografskoj dužini). Za ta je promatranja mogao koristiti vlastitu priručnu kuglu ili ekvatorijalni prsten. Hiparh (i Ptolomej) su znali da su promatranja tim instrumentima osjetljiva na precizno poravnavanje s ekvatorom. Stvarni problem je ipak što atmosferska refrakcija značajno podiže Sunce iznad horizonta, pa je njegova vidljiva deklinacija prevelika, što mijenja promatrano vrijeme kada Sunce prelazi ekvator. Još gore, refrakcija se smanjuje kako se Sunce diže, pa se može učiniti da se kreće u pogrešnom smjeru u odnosu na ekvator - kao što Ptolomej spominje. Očigledno je da Ptolomej i Hiparh ipak nisu shvatili da je uzrok tome refrakcija.
Pri kraju svoga djelovanja Hiparh je napisao knjigu Peri eniausíou megéthous ("O dužini godine") o svojim rezultatima. Uspostavljena vrijednost za tropsku godinu, koju je uveo Kalip 330. pr. Kr. ili ranije (vjerojatno iz babilonskih izvora, vidi gore), bila je 365 + 1/4 dana. Hiparhovo promatranje ekvinocija dalo je različite rezultate, ali je on sam istaknuo (navodi se u Almagestu III.1(H195)) da pogreške u promatranju od njega i njegovih prethodnika ne mogu biti veće od 1/4 dana. Stoga je koristio starija promatranja solsticija i odredio razliku od oko jednog dana u oko 300 godina. Odredio je dužinu tropske godine na 365 dana + 1/4 - 1/300 dana (= 365.24666... dana = 365 dana 5 sati 55 min, koja se razlikuje od stvarne dužine (suvremena procjena) od 365.24219... dana = 365 dana 5 sati 48 min 45 za oko samo 6 min).
Između vlastitog i Metonovog promatranja solsticija, bilo je 297 godina obuhvaćajući 108478 dana. To podrazumijeva tropsku godinu od 365.24579... dana = 365 dana;14,44,51 (seksagezimalno; = 365 dana + 14/60 + 44/602 + 51/603). Ta je vrijednost pronađena na babilonskoj glinenoj pločici koja je pokazatelj da je Hiparhov rad bio poznat Kaldejcima.
Druga vrijednost koja se pripisuje Hiparhu (od astrologa Vettiusa Valensa u 1. stoljeću) je 365 + 1/4 + 1/288 dana (= 365.25347... dana = 36 dana 6 sati 5 min), ali to bi mogla biti pogreška druge vrijednosti pripisane babilonskim izvorima: 365 + 1/4 + 1/144 dana (= 365.25694... dana = 365 dana 6 sati 10 min). Nije jasno da li bi to bila vrijednost za sideričku godinu (trenutna vrijednost u njegovom vremenu (moderna procjena) oko 365.2565 dana), ali razlika s Hiparhovom vrijednosti za tropsku godinu je dosljedna s njegovim trajanjem precesije. (vidi dolje).

### Sunčeva orbita
Prije Hiparha kaldejski astronomi su znali da dužina godišnjih doba nije jednaka. Hiparh je napravio promatranja ekvinocija i solsticija, pa je prema Ptolomeju (Almagest III.4) odredio da proljeće (od proljetnog ekvinocija do ljetnog solsticija) traje 94 + 1/2 dana, a ljeto (od ljetnog solsticija do jesenskog ekvinocija) 92 + 1/2 dana. To je neočekivan rezultat koji je dobiven pod pretpostavkom gibanja Sunca oko Zemlje po krugu jednolikom brzinom. Hiparhovo rješenje bilo je smjestiti Zemlju ne u središte sunčeva gibanja, nego na nekoj udaljenosti od središta. Taj model opisivao je vidljivo kretanje Sunca prilično dobro (naravno danas se zna da se planeti poput Zemlje kreću po elipsama oko Sunca, ali to nije otkriveno sve dok Johannes Kepler nije objavio svoja prva dva zakona planetarnog gibanja 1609.). Vrijednost eksentričnosti koju je Ptolomej pripisao Hiparhu je da izbočeni dio iznosi 1/24 polumjera orbite (što je preveliko), a smjer apogeja bi bio na dužini 65.5° od proljetnog ekvinocija. Hiparh je mogao i upotrebljavati drugi dio promatranja (94 + 1/4 i 92 + 3/4 dana), koje bi dovelo do različitih vrijednosti. Ostaje pitanje da li je Hiparh stvaran autor vrijednosti koje je dao Ptolomej, koji nije našao promjene 3 stoljeća kasnije i koji je još pridodao dužine jeseni i zime.

### Kalendar
Pri poboljšavanju kalendara našao je svoj ciklus od 4267 mjeseci u lunarnom kalendaru s 126.007 + 1/24 dana. To je nevjerojatno točan rezultat: sistematska greška, odstupanje početka poprečnoga kalendarskoga mjeseca od početka sinodskoga mjeseca je samo 0,46 sekundi mjesečno.
Zajedno s Nikazom spojio je 476-godišnje cikluse s 940 mjeseci i 27.759 dana grčkoga astronoma Kalipa iz godine 329 pr. Kr. i uveo svoj 304-godišnji ciklus s 3760 mjeseci i 111.035 dana. Njegov ciklus ima vrlo malu sistematsku grešku, samo - 0,25 sekundi mjesečno.

### Udaljenost, paralaksa, veličine Sunca i Mjeseca
Hiparh se također bavio određivanjem udaljenosti i veličine Sunca i Mjeseca. Objavio je svoje rezultate u djelu sastavljenom od dvije knjige, a nazvanome peri megethoon kai 'apostèmátoon ("O veličinama i udaljenostima") koju navodi Pappusa u svojem komentaru na Almagest V.11; Teon iz Smirne (2. stoljeće) spominje naziv djela s dodatkom "Sunca i Mjeseca".
Hiparh je izmjerio vidljive promjere Sunca i Mjeseca svojim diopterom. Otkrio je poput drugih prije i poslije njega da mjesečeva veličina varira dok se kreće po svojoj (ekscentričnoj) orbiti, ali nije otkrio nijednu zamjetljivu promjenu u vidljivom promjeru Sunca. Otkrio je da na srednjoj udaljenosti od Mjeseca, Sunce i Mjesec imaju jednaki vidljivi promjer. Na toj udaljenosti Mjesečev promjer stane 650 puta u krug, tj. srednji vidljivi promjeri su 360/650 = 0°33'14".
Otkrio je i da Mjesec ima zamjetljivu paralaksu, tj. pojavljuje se pomaknut od njegovog izračunatog položaja (u usporedbi sa Suncem i zvijezdama), a razlika je veća kada je bliži horizontu. Znao je to jer Mjesec kruži oko središta Zemlje dok je promatrač na površini - Mjesec, Zemlja i promatrač oblikuju trokut sa šiljastim kutom koji se mijenja cijelo vrijeme. Iz veličine te paralakse, udaljenost Mjeseca se može odrediti mjerenjem Zemljina polumjera. Ipak za Sunce nije bilo nikakve vidljive paralakse (zna se da je ona oko 8.8", više od 10 puta manja od razlučivosti golog oka).
U prvoj knjizi Hiparh zaključuje da je paralaksa Sunca 0, kao da je ona na beskonačnoj udaljenosti. Tada je analizirao pomrčinu sunca, vjerojatno onu od 14. ožujka 190. pr. Kr. To je bila potpuna pomrčina na području Helesponta (time i u njegovom rođenom mjestu Niceji). U to vrijeme Rimljani su se spremali za rat s Antiohom III. u tom području, a pomrčinu je spomenuo i Livije u svojem djelu Ab Urbe Condita VIII.2. Pomrčina se promatrala i u Aleksandriji gdje je izvješteno da je Sunce zakriveno s 4/5 Mjeseca. Aleksandrija i Niceja su na istom meridijanu dok je Aleksandrija na oko 31° N, a područje Helesponta na oko 41° N. Autori poput Strabona i Ptolomeja imali su dosta pristojne vrijednosti za te geografske položaje, a vjerojatno ih je i Hiparh znao. Hiparh je tako mogao nacrtati trokut kojeg su činila dva mjesta i Mjesec. Koristivši jednostavnu geometriju mogao je postaviti udaljenost do Mjeseca izraženu u Zemljinim polumjerima. Budući da je pomrčina bila ujutro, Mjesec nije bio nad meridijanom, pa je kao posljedica udaljenost koju je izračunao Hiparh bila tek donja granica. Bilo kako bilo, Hiparh je prema Pappusu otkrio da je najmanja udaljenost 71 (iz te pomrčine), a najveća 83 Zemljina polumjera.
U drugoj knjizi, Hiparh počinje od suprotne pretpostavke. Označio je (najmanju) udaljenost do Sunca za 470 Zemljinih polumjera. To bi odgovaralo paralaksi od 7', koja je očigledno najveća paralaksa za koju je Hiparh mislio da se ne može primijetiti (za usporedbu: uobičajena razlučivost ljudskog oka je oko 2' ; Tycho Brahe je napravio promatranje golim okom s pouzdanosti do 1'). U tom slučaju, Zemljina sjena je stožac više nego valjak kao pod prvom pretpostavkom. Hiparh je promatrao (tijekom pomrčina mjeseca) da na srednjoj udaljenosti od Mjeseca, promjer sjene stošca je 2+½ mjesečevih promjera. Taj vidljiv promjer je, kao što je promatrao, 360/650 stupnjeva. S tim vrijednostima i jednostavnom geometrijom, Hiparh je mogao odrediti srednju udaljenost, jer je izračunato da najmanja udaljenost od Sunca je najveća moguća srednja udaljenost do Mjeseca. Hiparh je mogao sa svojom vrijednosti za ekscentričnost orbite također izračunati najmanju i najveću udaljenost od Mjeseca. Prema Pappusu, izračunao je najmanju udaljenost na 62, srednju na 67+1/3, i prema tome najveću udaljenost od 72+2/3 Zemljinih promjera. S tom metodom, dok se paralaksa Sunca smanjuje (tj. njegova udaljenost povećava), najmanja granica za srednju udaljenost je 59 Zemljinih promjera - točna srednja udaljenost koju je kasnije Ptolomej izveo.
Hiparh je stoga imao problematične rezultate u kojima je njegova najmanja udaljenost (iz prve knjige) bila veća od njegove najveće srednje udaljenosti (iz druge knjige). On je bio iskren o tom protuslovlju, te je vjerojatno shvatio da je pogotovo prva metoda osjetljiva na pouzdanost promatranja i parametara (zapravo moderna računanja pokazuju da je veličina pomrčine Sunca u Aleksandriji morala biti bliže 9/10 nego izvještenih 4/5).
Ptolomej je kasnije izmjerio izravno mjesečevu paralaksu (Almagest V.13) i koristio je drugu Hiparhovu metodu s pomrčinama Mjeseca da izračuna udaljenost do Sunca (Almagest V.15). Kritizirao je Hiparha za rađenje protuslovnih pretpostavaka kao i za sakupljanje protuslovnih rezultata (Almagest V.11). Očigledno je pogriješio u shvaćanju Hiparhove strategije da uspostavi granice dosljedne s promatranjima više nego ijednu vrijednost za udaljenost. Njegovi rezultati su bili najbolji do tada: sadašnja srednja udaljenost do Mjeseca iznosi 60.3 Zemljinih polumjera, što je u njegovim granicama iz druge knjige.
Teon iz Smirne je napisao da je prema Hiparhu Sunce 1880 puta veće od zemlje, a da je Zemlja 27 puta veća od mjesečeve veličine. Očito se to odnosilo na obujme, a ne na promjere. Iz geometrije u drugoj knjizi slijedi da je Sunce na udaljenosti od 2550 Zemljinih radijusa, a srednja udaljenost do Mjeseca je 60½ polumjera. Slično, Kleomed navodi Hiparha za veličine Sunca i Mjeseca kao 1050:1 što vodi do srednje mjesečeve udaljenosti od 61 polumjera Zemlje. Hiparh je kasnije očito prepravio svoje račune i izveo pouzdane pojedinačne vrijednosti koje je mogao koristiti za predviđanje sunčevih pomrčina.

### Pomrčine
Plinije (Naturalis Historia II.X) govori, da je Hiparh pokazao da se mjesečeve pomrčine mogu pojaviti 5 mjeseci odvojeno, a Sunčeve pomrčine 7 mjeseci (umjesto običnih 6 mjeseci). Također Sunce može biti skriveno dvaput u 30 dana, ali viđeno od različitih naroda. Ptolomej raspravlja potanko o tome stoljeće kasnije u Almagestu VI. 6. Geometrija i granični položaji Sunca i Mjeseca u kojima je moguća sunčeva ili mjesečeva pomrčina objašnjeni su u Almagestu VI. 5. Hiparh je vjerojatno učinio slična računanja. Rezultat, da se dvije sunčeve pomrčine mogu pojaviti odvojeno u jednom mjesecu je važno, jer se to ne može temeljiti na promatranjima. Jedna pomrčina je uvijek vidljiva na sjevernoj, a druga na južnoj polutki, kako označuje Plinije, a potonja je bila nedostupna Grcima.
Predviđanje sunčeve pomrčine, tj. točno kada i gdje će biti vidljiva, traži čvrstu lunarnu teoriju i odgovarajuće postupanje s mjesečevom paralaksom. Hiparh je zasigurno bio prvi, koji je uspio to napraviti. Strogi postupak traži sferičnu trigonometriju, ali to je Hiparh mogao napraviti i s planarnom aproksimacijom. On je mogao raspravljati o tim stvarima u Peri tes kata platos meniaias tes selenes kineseoos ("O mjesečnom kretanju Mjeseca na širini"), djelo spomenuto u Sudi.
Plinije također označava da "je i on također pronašao zbog kojeg točnog razloga se u prošlosti jednom dogodilo da je Mjesec bio pomračen na zapadu, dok su i Mjesec i Sunce bili vidljivi iznad Zemlje, iako sjena koja uzrokuje pomrčinu mora biti od izlaska sunca pa nadalje ispod Zemlje." Dokazuje se, da se to moralo odnositi na ogromnu potpunu sunčevu pomrčinu od 26. studenog 139. pr. Kr. kada je preko čistog morskog horizonta, kao što se vidjelo iz grada Roda, Mjesec bio pomračen na sjeverozapadu odmah nakon sunčevog izlaska na jugoistoku. To bi bila druga pomrčina u 345-godišnjem razdoblju koju je Hiparh koristio da potvrdi tradicionalna babilonska razdoblja. To stavlja kasni datum na razvoj Hiparhove lunarne teorije. Ne zna se koji je "pravi razlog" Hiparh pronašao za gledanje pomrčenog Mjeseca dok očito nije bio u pravoj opoziciji prema Suncu. Paralaksa spušta visinu Sunca i Mjeseca, refrakcija ih podiže, a s visoke točke gledišta horizont je spušten.

## Instrumenti u astronomiji i astrometriji
Hiparh se pripisuju izumi ili usavršavanja nekoliko astronomskih instrumenata koji su se koristili dugo vremena u promatranjima golim okom. Prema Sineziju iz Kirene (4. stoljeće) Hiparh je napravio prvi astrolabion što bi mogla biti armilarna sfera (za koju Ptolomej ipak kaže da ju je on konstruirao; Almagest V.1) ili prethodnik planarnih instrumenata nazvanih astrolab (kojeg spominje Teon iz Aleksandrije). S astrolabom Hiparh je bio prvi koji je mogao izmjeriti geografsku zemljopisnu širinu i vrijeme promatravši zvijezde. Prije njega to se radilo danju mjereći bacanu sjenu gnomonom ili prijenosnim instrumentom poznat kao skafion.
Ptolomej spominje (Almagest V.14) da je koristio sličan instrument kao i Hiparh, nazvan dioptra, da izmjeri vidljiv promjer Sunca i Mjeseca. Pappus iz Aleksandrije ga je opisao (u komentaru na taj odlomak iz Almagesta) kao i Proklo (Hypotyposis IV). Dioptra je bila 4-stope dugačak štap na kojem je bila označena skala. Na jednom kraju je bila rupa kroz koju se gledalo i klinasti predmet koji se mogao micati duž štapa kako bi točno zamračio sunčev ili mjesečev disk.
Hiparh je također promatrao sunčane ekvinocije koji su se mogli promatrati ekvatorijalnim prstenom. Njegova sjena pada na njega kada je Sunce iznad ekvatora (tj. na jednoj od ekvinocijskih točaka na ekliptici), ali sjena pada iznad ili ispod nasuprotne strane prstena kada je Sunce južnije ili sjevernije od ekvatora. Ptolomej navodi (u Almagestu III.1 (H195)) Hiparhov opis ekvatorijalna prstena iz Aleksandrije, a malo dalje i opisuje dva takva instrumenta prisutna u Aleksandriji u njegovo vrijeme.

## Geografija
Hiparh je primijenio svoje znanje sferičnih kutova na problemu označavanja položaja na Zemljinoj površini. Prije njega mrežni sustav je koristio Dikearh iz Mesane, ali Hiparh je bio prvi koji je primijenio matematičku strogost u određivanju širine i dužine mjesta na Zemlji. Hiparh je napisao kritiku u 3 knjige na rad geografa Eratostena iz Kirene (3. stoljeće pr. Kr.), nazvanu Pròs tèn 'Eratosthénous geografían ("Protiv Eratostenove geografije"). To se zna preko Strabona iz Amaseje koji je u svojemu osvrtu kritizirao Hiparha u vlastitoj Geografiji. Hiparh je očito napravio mnogo detaljnih ispravaka položaja i udaljenosti spomenutih kod Eratostena. Čini se da on nije uveo mnoga poboljšanja u metode, ali je predložio načine određivanja geografskih dužina različitih gradova tijekom mjesečevih pomrčina (Strabonova Geografija 7). Mjesečeva pomrčina je vidljiva istodobno na polovici Zemlje, a razlika u dužinama između mjesta može se izračunati iz razlike lokalnih vremena promatranja pomrčine. Njegov pristup bi dao pouzdane rezultate da je točno proveden, ali ograničenja u pouzdanosti kronometara u njegovo doba je učinilo tu metodu nepraktičnom.

## Zvjezdani katalog
Nakon toga iz 135. pr. Kr., zanesen oko supernove u zviježđu Škorpiona, izmjerio je pomoću ekvatorijalne armilarne sfere ekliptične koordinate od oko 1000 zvijezda (točan broj nije poznat) za svoj zvjezdani katalog.
Hiparh je također znao za djela Phainomena (Pojave). Tj ep, poznat kao Pojave ili Arateja, opisuje zviježđe i zvijezde koje čine to zviježđe. Hiparhov komentar sadrži mnoga mjerenja položaja zvijezda i vrijeme izlaska, kulminacije i zalaska zviježđa obrađenih u Pojavama, i to se vjerojatno temelji na mjerenjima zvjezdanih položaja—i Enoptron (Ogledalo prirode) od Eudoksa iz Knida koji je imao blizu Kizika na južnoj obali Mramornog mora vlastitu školu i kroz Aratovu astronomski ep Pojave opisuje se Eudoksova sfera koja je bila napravljena od metala ili kamena i na kojoj su bila obilježena zviježđa, najsjajnije zvijezde, rakova i jarčeva obratnica. Ove usporedbe su ga osramotile jer nije mogao povezati Eudoksove detaljne tvrdnje sa svojim vlastitim promatranjima i promatranjima tog vremena. Iz svega toga on je pronašao da su koordinate zvijezda i Sunca bile sustavno promijenjene. Njihova ekliptična širina β je ostala nepromijenjena, ali njihova ekliptična dužina λ se povećala, za odnos za koji je procijenio da će biti najmanje 1 stupanj po stoljeću.
Taj mu je katalog služio da pronađe bilo kakve promjene na nebu, ali je ostao nesačuvan. Ipak, 2005. je provedena analiza antičkog kipa Atlasa koji pokazuje zvijezde na položajima za koje se čini da su određene koristivši se Hiparhovim podacima. [1] Njegova zvjezdana mapa je bila u potpunosti promijenjena 1000 godina kasnije, tj. 964. ju je promijenio Al Sufi, a 1500 godina kasnije (1437.) Ulug-beg. Kasnije je Halley koristio vlastiti zvjezdani katalog da otkrije odgovarajuća kretanja.
Sustav nebeskih koordinata koji je korišten u Hiparhovom zvjezdanom katalogu nije poznat. Od Ptolomejeve kopije u Almagestu koja je dana u ekliptičnim koordinatama, taj sustav se čini najvjerojatnijim, iako postoje dokazi da su i ekliptične koordinate i ekvatorijalne koordinate bile korištene u originalnim promatranjima.

### Nebeska tijela
Hiparh je 130. pr. Kr. pisao o otvorenom jatu zvijezda, M44 Presepe (NGC 2632) kao o "Malom oblaku" ili "Oblačnoj zvijezdi". Prije njega objekt je bio poznat Aratu oko 260. pr. Kr., koji je pisao o njemu kao o "Maglici". Hiparh je također uključio taj predmet u svojem slavnom zvjezdanom katalogu. Jato zvijezda je bilo također poznato i kineskim astronomima.

### Nebeski koordinatni sustavi
Delambre u svojem djelu Histoire de l'Astronomie Ancienne (1817.) zaključuje da je Hiparh znao i koristio realni (nebeski) ekvatorijalni koordinatni sustav upravo s pravim uspinjanjem i opadanjem (ili s dopunom, tj. polarnom udaljenosti). Kasnije Otto Neugebauer (1899. – 1990.) u svojoj A History of Ancient Mathematical Astronomy (1975.) odbacuje Delambreove tvrdnje.

### Sjaj zvijezda
Hiparh je 134. pr. Kr. poredao zvijezde u šest razreda prema porastu njihove veličine i sjaja: dodao je najsjajnijim zvijezdama (njih 20) vrijednost od 1, slabijima vrijednost od 2 i tako dalje sve do zvijezda s razredom 6, koje se jedva mogu vidjeti golim okom. Taj nacrt je kasnije prihvatio Ptolomej i slični sustavi još su uvijek u upotrebi.  (Vidi Prividna magnituda.)

## Hiparh i astrologija
U dodatku svojim drugim rukopisima u kojima govori o astronomskim temama, Hiparhov rad (napredak u drugoj polovici drugog stoljeća prije Krista) koji se bavio računanjem i predviđanjem nebeskih položaja bi bio veoma koristan onima angažiranima u oblik astronomije poznatiji kao astrologija. Astrologija je razvijena u grčko-rimskom svijetu tijekom helenističkog razdoblja posuđujući mnoge elemente iz babilonske astronomije. Neki povjesničari predlažu da je Hiparh igrao ključnu ulogu u tome. Primjedbe koja je naveo Plinije Stariji (umro 79. godine nakon erupcije vulkana Vezuva), u svojoj knjizi Povijest prirode 2. 24, uglavnom su o nekim antičkim autorima koji su pripisivali Hiparhu zaslugu kao važnoj figuri u povijesti astrologije. Plinije tvrdi da Hiparh neće biti nikada dovoljno pohvaljen, jer nitko nije napravio toliko kao on da dokaže da je čovjek u odnosu sa zvijezdama i da naše duše su dio nebesa.'

## Precesija ekvinocija (146. pr. Kr.-130. pr. Kr.)
Hiparh je možda najslavniji jer je bio prvi koji je izmjerio precesiju ekvinocija. Postoje prijedlozi da su Babilonci mogli znati o precesiji ali čini se da je Hiparh bio prvi koji je precesiju uistinu razumio i izmjerio. Prema al-Battaniju kaldejski astronomi su razlikovali tropsku i sideričku godinu. On je tvrdio da su oni oko 330. pr. Kr. procijenili dužinu sideričke godine na SK = 365 dana 6 sati 11 min (= 365.258 dana) s pogreškom od (oko) 2 min. Taj fenomen je bio možda poznat i Kidinnuu oko 314. pr. Kr. Prvi kineski astronom koji je spomenuo precesiju bio je Yu Xi (četvrto stoljeće).
Hiparh i njegovi prethodnici većinom su koristili jednostavne instrumente za astronomsko računanje, kao što su gnomon, astrolab, armilarna sfera itd.
Kao prvi u povijesti Hiparh je ispravno objasnio retrogradno kretanjem proljetne točke γ nad ekliptikom za oko 45", 46" ili 47" (36" ili 3/4' prema Ptolomeju) godišnje (današnja vrijednost je 50.29"), te je pokazao da Zemljina os nije nepomična u prostoru. Uspoređujući vlastita mjerenja položaja ekvinocija sa zvijezdom Spica tijekom mjesečeve pomrčine za vrijeme ekvinocija s onima Euklidovih suvremenika (Timohar iz Aleksandrije (oko 320. pr. Kr.–260. pr. Kr.), Aristila 150 godina ranije, zapisa kaldejskih astronoma (posebno Kidinnuovih zapisa) i promatranja iz hrama u Tebi u Egipatu, koji je sagrađen oko 2000. pr. Kr.) on je još kasnije promatrao da se ekvinocij pomaknuo za 2° u odnosu na Spicu. Također je primijetio to kretanje i na drugim zvijezdama. Uzeo je vrijednost ne manju od 1° u stoljeću. Moderna vrijednost je 1° u 72 godine.
Nakon njega mnogi grčki i arapski astronomi su potvrdili tu pojavu. Ptolomej je usporedio svoj katalog s onima od Aristila, Timohara, Hiparha i promatranja Agripe i Menelaja iz Aleksandrije iz ranog 1. stoljeća i naposljetku potvrdio Hiparhovu empirijsku činjenicu da polovi nebeskog ekvatora u jednoj Platonovoj godini (približno 25,777 sideričkih godina) opišu ekliptički pol. Promjer tog kruga je jednak nagnutosti ekliptike u odnosu na nebeski ekvator. Ekvinocijske točke u tom vremenu prijeđu cijelu ekliptiku i pomiču se za 1° po stoljeću. Ta brzina je jednaka onoj koju je izračunao Hiparh. Zbog tih podudarnosti Delambre, P. Tannery i drugi francuski povjesničari astronomije su krivo zaključili da je Ptolomej zapisao svoj zvjezdani katalog iz Hiparhovog s pravilnom ekstrapolacijom. Nije bilo poznato do 1898. kada su Marcel Boll i drugi otkrili da se Ptolomejev katalog razlikuje od Hiparhovog ne samo u broju zvijezda nego i u drugim aspektima.
Trajanje precesije je bilo nazvano po Ptolomeju jedino zato što proljetna točka γ vodi Sunce. Na latinskom praecesse znači "preuzeti" ili "prijeći", i danas također znači okretati se i obrtati se. Njezino vlastito ime pokazuje da je ta pojava otkrivena prije teoretskog objašnjenja, jer bi tada dobila bolji naziv. Mnogi kasniji astronomi, fizičari i matematičari bili su zaokupljeni tim problemom, u praksi i teoriji. Sama pojava je otvorila mnoga nova obećavajuća rješenja u nekoliko područja nebeske mehanike: Thabit ibn Qurraova teorija o vibraciji i oscilaciji ekvonocijske točke, Newtonov opći zakon gravitacije (koji je u potpunosti objasnio), Eulerove kinematičke jednadžbe i Lagrangeove jednadžbe gibanja, d'Alembertova dinamička teorija o gibanju krutih tijela, te neka algebarska rješenja za posebne slučajeve precesija, Flamsteedove i Bradleyeve poteškoće u stvaranju preciznog teleskopskog zvjezdanog kataloga, Besselova i Newcombova mjerenja precesije i napokon precesija perihelija u Einsteinovoj općoj teoriji relativnosti.
Lunisolarna precesija uzrokuje da se proljetna točka γ giba po ekliptici u suprotnom smjeru od prividnog sunčevog gibanja i kruženja nebeskog pola. Današnja vrijednost iznosi ψ = 50.388" po godini duž nepomične ekliptike. Taj krug postaje spirala jer drugi planeti poremećuju Zemljinu orbitu. Potonje je planetarna precesija gdje ravnina ekliptike tetura poput zvrka (slično lunisolarnoj precesiji) oko nepromjenljive ravnine sunčeva sustava (stalna pored planeta poput Jupitera) s kvaziperiodom od 100,000 godina i nagibom koji varira između ekstrema od 0.1° i 3° (u odnosu na sadašnju ekliptiku; nagib gibanja ekliptike doseže 4° u kvaziperiodu od 60,000 do 70,000 godina. Kut između ekliptike i nebeskog ekvatora ε = 23° 26' 21.448" postaje manji za 0.468" godišnje. Također se točka γ pomiče duž nepromjenljiva ekvatora za λ' = 0.1055" godišnje u istom smjeru kao i Sunce. Zbroj tih precesija daje godišnju opću precesiju u dužini od p = 50.291" koja uzrokuje da se tropska godina razlikuje od sideričke godine. Te vrijednosti su prihvaćene od Međunarodne astronomske unije 1976. za podne 1. siječnja 2000. (J2000.0) — vrijednosti za 1900. ili 1950. još se uvijek nalaze u mnogim enciklopedijama.

## Više informacija
- Magnituda (astronomija)
- Astrometrija
- Povijest astrologije
- Gemin (s Roda) (10. pr. Kr. – oko 60.)
- Mira Ceti
- Mitraizam
- Zvjezdani katalozi

## Vanjske poveznice
Hipparcos Space Astrometry Mission